# Majetková daň
Majetkové daně jsou přímé daně, které se platí v Česku i v jiných státech. Patří sem podle českých právních předpisů daň silniční, daň z nemovitých věcí, která zahrnuje daň z pozemků a daň ze staveb a jednotek, a daň z nabytí nemovitých věcí.
Majetkové daně jsou v českém právu nejstaršími daněmi, neboť na rozdíl od jiných, které prošly na počátku 90. let 20. století bouřlivými změnami, tyto zůstaly z velké části stejné. Zásadnější změny nastaly od 1. 1. 2014, kdy byla zrušena tzv. trojdaň (daň dědická, darovací a z převodu nemovitosti) a namísto ní byla zavedena daň z nabytí nemovitých věcí. Jejich výnosy jsou pro stát malé, avšak stálé; na rozdíl od daní z příjmu či spotřebních daní. Jsou tedy daněmi doplňkovými.

## Dělení majetkových daní
Dělí se do tří kategorií:
1. daň z nemovitých věcí (do roku 2014 daň z nemovitostí):[1]
  - daň z pozemků
  - daň ze staveb a jednotek
2. daň z nabytí nemovitých věcí (do roku 2014 daň z převodu nemovitostí)[1]
3. daň silniční
4. (daň dědická, darovací a z převodu nemovitosti – tato trojdaň byla zrušena v roce 2014)

## Typy daněného majetku
Čtyři typy daněného majetku jsou pozemek, pozemková úprava (imobilní člověkem vytvořený objekt, např. dům), osobní majetek (mobilní fyzický majetek) a nehmotný majetek. Nemovitost (Real property z Angloamerického práva) je kombinace pozemku a jeho úprav.
Formy majetkové daně se liší podle spadající jurisdikce. Nemovitost je daněna dle toho do jaké skupiny nemovitostí patří. Skupina se určuje podle toho jak se nemovitost používá. Příkladem skupiny nemovitostí jsou např. residenční nemovitosti, komerční nemovitosti, průmyslové nemovitosti a dále volné (prázdné) nemovitosti. Míra zdanění je jiná pro každou skupinu.
Občas se majetková daň zaměňuje s daní zvláštního vyměření (anglicky special assessments tax). Toto jsou dvě různé daně. Majetková daň plyne z tržní hodnoty, zatímco zvláštní vyměřovací daň plyne z speciálního obohacení tzv. „výhody“ pro své ospravedlnění.

## Použití majetkových daní

#### Zdroj místních příjmů
Na celém světě se majetkové daně běžně používají jako hlavní zdroj místně generovaných příjmů, a to z důvodu, že neexistuje žádný jiný hlavní zdroj příjmů z daní, který je přesně geograficky definován. Je možné použít místní daně z příjmu a / nebo místní daně z obratu pro generování příjmů místní správy, ale obě mají složité administrativní problémy. Místní příjmy mohou být získány z jiných zdrojů, zejména z nájemného z majetků vlastněných místní správou. V některých případech jsou místní daně z příjmu důležitým zdrojem příjmů. V mnoha případech jsou však majetkové daně hlavním zdrojem příjmů (a dokonce i když existují místní daně z příjmu, může být pro místní vládu snazší upravit sazbu majetkových daní, než upravit sazbu daně z příjmu).
Majetkové daně jako primární zdroj příjmů hrají důležitou roli při decentralizaci a autonomii místní správy. Plná decentralizace vlády zahrnuje pravomoc nezávisle získávat příjmy, kromě pravomocí umožňujících místním vládám využívat prostředky, jak uzná za vhodné (v souladu s limity jejich zákonných pravomocí). V praxi je autonomie místní správy vždy omezená. Povinnosti místních vlád jsou téměř vždy takové, že je nemožné je plnit bez dotací ústřední vlády, které ve větší či menší míře snižují jejich nezávislost. Zvyšování nezávislosti pravomocí zvyšování příjmů z majetkových daní se tak stává důležitým.

#### Podpora dalších funkcí
„Hodnotící seznamy“ sestavené pro místní správu mohou používat i jiné subjekty, zejména ty, které lze nazvat „orgány s jednou funkcí“, jako jsou např. Rady pro vodu. Poplatky za vodu jsou obvykle založeny na odhadované hodnotě v oceňovacích seznamech. Tyto postupy jsou velmi efektivní z hlediska nákladů a za mnoha okolností mohou mít přiměřenou korelaci s používáním vody (ačkoli existují případy, kdy komerční a průmyslové vlastnosti mají nízkou spotřebu vody, ale mají relativně vysoké hodnoty). Drenážní desky mohou být také financovány z poplatků vztahujících se k oceňovacímu seznamu, který má výhody oproti poplatkům vztahujícím se pouze k ploše majetku.
Hodnotící seznamy mohou být použity v přechodných ekonomikách pro jiné účely, například pro stanovení nájemného na vládní půdě. Tam, kde trhy s půdou ještě nejsou rozvinuté, lze jako základ pro stanovení tržních hodnot majetků použít také výsledky hromadného ocenění. Kromě toho mohou místní orgány muset převzít funkce dříve kontrolované a spravované centrálně (tyto funkce zahrnují místní drenážní desky, společné pastviny a konsolidační orgány). Nemohou se spoléhat na financování ústředními vládami a musí si zvyšovat vlastní příjmy. V závislosti na daňových sazbách a nákladech na výběr mohou oceňovací seznamy poskytnout spravedlivý a nákladově efektivní základ.

## Jurisdikce
Míra zdanění se liší dle jurisdikce:

### Austrálie
V Austrálii je daněno jak na státní tak na lokální úrovni. Daň platí majitel pozemku (ne nájemník).
Při koupi nemovitosti se platí tzv. 'stamp duty' a je okolo 5 % z ceny nemovitosti. Při koupi pozemku/ nemovitosti mohou být zavedeny další poplatky obzvlášť pro investory z ciziny.
Státu se platí „Land tax“, kterou ale většina Australanů neplatí, neboť jí většina teritorií odpouští pro residence. Velikost se odvíjí od ceny nemovitosti/pozemku.
Lokální daň se nazývá „Council rate“.

### Brazílie
Brazílie je federativní republika a vybírá majetkovou daň na několika úrovních:
- „rural territorial tax“ (venkovská územní daň) – daň se vybírá na federativní úrovni a daní se majetek ve venkovských sídlech.
- „urban territorial tax“ (městská územní daň) – daň se vybírá na obecní úrovni a daní se majetek ve městských sídlech,
- „tax on motorized vehicles property“ (daň z vlastnictví motorových vozidel) – daní se vozidla na státní úrovni,
- „tax on big fortunes“ (daň z velkého majetku) – daň se vybírá na federativní úrovni a není žádná přímá regulace definující její účinnost.

### Chile
Pozemková daň se nazývá „territorial tax“ nebo „contribution“, je to roční poplatek placený vlastníkem pozemku. Je definován jako fiskální cena z hodnoty pozemku. Počítá ji Interní výnosová služba (Internal Revenue Service). Fiskální cena je mnohdy nižší než reálná cena a majitel pozemku má možnost ji právně napadnout, jestliže se mu zdá nesprávná. Průměrná daň je okolo 1~2 %.

### Česko
V Česku jsou daně z reálného majetku dvě: na pozemek a na nemovitost. Cena se počítá dle kalendářního roku.

### Egypt
Stát udává majetkovou daň na každou nemovitost. Výjimkou jsou státní nemovitosti (soud, parlament…), církevní nemovitosti, rodinné nemovitosti do 2 mil. LE a komerční nemovitosti s ročním příjmem do 1200 LE.

### Hongkong
V Hongkongu není daň z majetku ad valorem, je to spíš daň z příjmu. Také ji nemusíte platit pokud jste nedostali výzvu.

### Irsko
Majetková daň je zde vybírána Komisaři pro příjmy (Revenue Commissioners) daň je pro residenční nemovitosti a platí ji majitel pozemku. Z těchto daní se následně platí veřejná správa, např. parky, knihovny, hasiči, atd.
Nemovitosti pod 1 mil. € platí 0,18 % ceny z nemovitosti a nad platí 0,25 % přičemž 0,18 % se počítá pro první milion.

### Jamajka
Daň se platí ročně z hodnoty neupraveného pozemku.

### Litva
Zde se hodnota daně vybírá pro kalendářní rok a je od 0,3 % až po 1 % lišící se podle obce.
Od roku 2015 je zde zavedeno, že pro nemovitosti nad 220 000 € je zde pro převyšující částku daň 0,5 %.

### Lucembursko
zde je majetková daň počítána dle jednotkové hodnoty, která je určena státní správou a vybírána místními úřady. Daň se počítá jako cena nemovitosti * míra zhodnocení * komunální sazba.
Majetková daň je jedna z nejnižších v EU.

### Nizozemsko
Daň z nemovitosti je zde vybírána na obecní úrovni. Daň platí pouze vlastníci residenčních a komerčních objektů. Daň je sčítána s daní za svoz komunálního odpadu a daní za čištění odpadních vod. Vlastníci také platí za využití vody a procenta z hodnoty domu jsou přičtena do příjmu vlastníka.

### Spojené státy americké
Daň z nemovitosti je zde často vybírána lokální vládou. Lokální vláda z daně vybere 3 % zbylých 97 % jde k okresu, obcím, školám, komunitním vysokým školám a dalším veřejným zřízením. Míra zhodnocení je od 0 % až po 4 % z ceny domu, závisí na státě.

### Řecko
Řecko má obecní a státní daň z nemovitosti. Obecní zahrnuje daň z energií, komunálního sběru odpadu a veřejného osvětlení. Stání je kombinací osobních prostředků s progresivní daní z nemovitosti, která může narůst až na 2 %.

## Historie majetkových daní

### Starověk
Nejstarší záznamy o majetkové dani jsou šest tisíc let před kristem z města Lagaš na území dnešního Iráku. Systém zdanění se nazýval Bala (rotace). Aby celý proces zdanění nebyl příliš náročný, tak se každý měsíc danila jiná specifická část města, čímž byla práce pro výběrčí mnohem snadnější. Ve starověkém Egyptě byli daně měřeny z ceny obilí, dobytka, oleje a pozemku, který osoba vlastnila. Jestliže vlastníci nebyli schopni zaplatit daň, byli posláni před soud. Někteří z výběrčí daní byli spisovní a tak vedli záznamy o vlastníkově pozemku spolu s jeho velikostí. Vedly také roční součty dobytka a roční správy o výnosu plodin. Výběrčí daní proto byli vysoce respektované osoby.

### Středověk
Na území Čech se na přelomu 12. století[ujasnit] začala platit tzv. generální brně, kterou museli platit všichni kdo od ní nebyli osvobozeni (např. církev). cla a mýta byla odsunuta do pozadí. Jakožto jednorázový poplatek z koupě nové půdy se platila daň náležící feudálnímu pánu zvaná Arha. V roce 1517 byla představena nová daň 'berně za jmění' movité i nemovité, která postihovala i šlechtu. V roce 1526 s nástupem Habsburků na český trůn přibyla berně domovní a berně z komínů.
V Anglii v 11. století platili poddaní za pozemek pánu, jemuž pozemek patřil. čím produktivnější pozemek byl, tím vyšší daň. Okolo roku 1070 Vilém I. Dobyvatel vydal první verzi daně z pozemku. V této době bylo běžné že města měla vedena záznamy o všech parcelách, jejích vlastnících a jejich velikosti. V roce 1215 byl Jan zvaný Bezzemek omezen a mohl daně vybírat pouze za předpokladu, že dostal svolení od baronů. V 16. století se začaly danit i pozemky krále. V roce 1689 byl ve Velké Británii schválen zákon, který ještě více omezil moc krále a kde Král nemohl vybírat daně bez svolení parlamentu.

### Britské kolonie v Americe
13 kolonií, po hrozbách místních obyvatel začali osadníci stavět pevnosti, tvořit spojenectví a vytvářet nové zákony včetně daní. Každý osadník dostal stejně velký pozemek za který museli platit daň.

### Moderní dějiny
Po roce 1848 v Rakousko-Uhersku platil princip všeobecné daňové povinnosti. Podle předmětu se daně třídily na daně reální – postihující nemovitosti, dále pak na daně osobní – postihující daně rentového, výdělkového a důchodového typu, na daně spotřební – postihující daně zboží a na daně obchodové – vázány na právním jednání.
Po vzniku Spojených států amerických se v roce 1776 majetkové daně značně zvedli (hlavně za pozemek). Později se přišlo na to, že tento systém je nefunkční, neboť touto formou se mnohem více utratilo než se vybralo. Spor mezi Alexadnrem Hamiltonem a Thomasem Jeffersonem o tom jak se daně mají vybírat (Hamilton chtěl daně vybírat centrálně a Jefferson lokálně, protože se mu to jevilo jako více demokratické). Ačkoliv Hamilton toto prosadil a spolu s dalšími zákony položil základy dnešní kapitalistické Ameriky, toto nařízení (jak je uvedeno na začátku) bylo tragické. Po mnoha protestech byl tento výběrčí systém zrušen. Na začátku dvacátého století bylo nutné provést změny v daňovém systému, neboť už nestačil tehdejší ekonomice. Mnoho presidentů se snažilo hlavně snížit daň z nemovitosti a zvýšit daň z příjmů. Během velké hospodářské krize se daň z nemovitosti značně snížila, neboť se snížili i platy. Vláda pak snížila většinu daní a zavedla daň z prodeje.

## Výhody a nevýhody

### Výhody majetkových daní
Výhody těchto daní jsou jasné a zahrnují:
1. Je technicky a administrativní možné zavést a / nebo udržovat je téměř za každých okolností.
2. Jsou administrativně levné a je možné aby poměr nákladů a výnosů byl 2% a méně.
3. Je velmi obtížné vyhnout se jim nebo obejít zákon.
4. Jsou transparentní.
5. Veřejnost chápe pojem tržní hodnoty (ať už kapitálové nebo nájemní hodnoty), a proto uznává princip ohodnocení.
6. Obecně existuje dobrá korelace mezi odhadovanou hodnotou a platební schopností.
7. Pokud je daň navržena správně, daň může být mírně progresivní.
8. Výnosy jsou předvídatelné a vzestupné.
9. Velmi dobře se hodí jako zdroj místních příjmů pro místní vládu.[3]

### Nevýhody majetkových daní
Nevýhody majetkových daní jsou méně zřejmé než výhody. Daň není dokonalá a často není oblíbená, avšak měli bychom pamatovat na to, že neexistují dokonalé daně a zdanění není nikdy populární.
Některé z výhod zahrnují skryté nevýhody. Transparentnost daní odhaluje jakékoliv nesrovnalosti, které se mohou ve veřejném vnímání zvětšit. Tyto nesrovnalosti budou jednak z hlediska hodnocení (tedy nutně v seznamu ocenění, který může sestávat z tisíců nebo sto tisíc hodnocení), jakož i z hlediska platební schopnosti. Ostatní daně, například daň z příjmu, jsou v praxi mnohem méně konzistentní, nebo veřejnost ví jen, jak by daň měla fungovat, a ne to, jak se v praxi uplatňuje. Při majetkové dani veřejnost vidí daňový systém, který pracuje se všemi jeho nedokonalostmi. Podobným způsobem může být obtížné vyhnout se majetkové dani nebo obejít majetkovou daň, což může způsobit nepopulárnost této daně. Je to zejména případ společností, ve kterých jsou bohatí a mocní zvyklí manipulovat s daňovým systémem pro svůj vlastní prospěch. Tyto osoby mají tendenci být nejvíce přesvědčivé a politicky vlivné a mohou účinně namítat nebo narušovat spravedlivé fungování daně na politické úrovni.
Existují také drobnější a méně dobře srozumitelné nedostatky. Americká válka za nezávislost byla podporována výkřikem „žádné zdanění bez zastoupení“. Za určitých okolností může majetková daň poskytnout „zastoupení bez zdanění“ pro velkou část populace. Univerzální volební právo znamená, že ne každý volič bude plátcem majetkových daní. Za určitých okolností mohou subjekty jiné než daňoví poplatníci (nedaňoví poplatníci), značně překročit počet daňových poplatníků, což poškozuje demokratické spojení mezi demokracií a zdaněním na místní úrovni. Neexistují žádné sankce za to, že ti, kteří nejsou daňovými poplatníky, hlasují za vysoké daně. Nepříznivé dopady se tím ještě zvýší, pokud majetkové daně tvoří jedinou část celkových místních příjmů, nad nimiž má místní správa kontrolu. V tomto případě může mírný nárůst celkových příjmů vyžadovat velké zvýšení jednotlivých majetkových daní z důvodu malého počtu plátců daní.
Je zde také problém s budováním „vzestupného trendu“ v majetkových daních. V teorii je vzestupný trend funkcí dvou mechanismů. Prvním z nich je přeceňování majetků v pravidelných intervalech. Druhým je zvýšení sazby daně k vytvoření potřebného příjmu. Oba jsou vysoce političtí. Teoreticky by jeden nebo druhý mohl poskytnout vzestupný trend. Je technicky možné zvýšit daňové sazby na zastaralých seznamu ocenění. Ze zkušeností z mnoha zemí je však známo, že veřejnost nerozumí a neakceptuje neaktuální seznam ocenění. Přesto stále existuje odolnost vůči přecenění a čím je seznam zastaralejší, tím větší je odpor. Největším faktorem snižujícím se výnosů z majetkových daní v zemích OECD a dalších zemích je neprovedení přecenění.
Problémy s implementaci by neměly být podceňovány. Ačkoli lze technické potíže překonat, mohou omezit pokrok, zejména v počátečních fázích implementace. Tyto technické faktory zahrnují:
- Systém je závislý na souboru technických odborných znalostí (z nichž je často nedostatek), aby bylo možné vytvořit a udržovat oceňovací listinu a stanovit a provést odvolací proces.
- Části procesu mohou být časově náročné a nákladné, například sestavování komplexního seznamu zdanitelných majetků (zejména pokud jsou záznamy špatné nebo neúplné nebo pokud existuje velké množství problémů s právním statusem), outsourcing služeb soukromému sektoru , zřízení hodnotícího soudu a administrativní a infrastrukturní podpora (například specializované systémy informačních technologií pro oceňování a systém finančního účetnictví pro postupy účtování, vybírání a vymáhání).
- I když je pravda, že veřejnost obecně chápe pojem tržní hodnoty, ve vztahu mezi „zdanitelnou hodnotou“ a stanovením „sazby“ dochází k záměně. To je zejména případ, kdy dochází k přeceňování po dlouhém intervalu a / nebo tam, kde došlo k politické neochotě zvýšit daňovou sazbu. To se často projevuje ve velkém počtu špatně podložených odvolání.[3]